# دون ماكاي
دون ماكاي (بالإنجليزية: Don Mackay)‏ هو لاعب كرة قدم ومدرب كرة قدم بريطاني في مركز حراسة المرمى، ولد في 19 مارس 1940 في غلاسكو في المملكة المتحدة. لعب مع دالاس تورنايدو ودندي يونايتد ونادي ساوثيند يونايتد.

## وصلات خارجية
- دون ماكاي على موقع قاعدة بيانات كرة القدم.إي يو (الإنجليزية)
- دون ماكاي على موقع عالم كرة القدم.نت (الإنجليزية)